# Euryproctus alpinus
Euryproctus alpinus là một loài tò vò trong họ Ichneumonidae.